# Antonio Urrutia Mendiburu
Antonio Urrutia Mendiburu (Concepción, 10 de junio de 1775-Santiago, 1 de octubre de 1852) fue un comerciante y político chileno, miembro del bando patriota. Ejerció como diputado de la República en el Primer Congreso Nacional de Chile (1811).
Fue bautizado en Concepción como Antonio Urrutia Mendiburu, el 10 de junio de 1775; hijo de José Francisco de Urrutia y Mendiburu y de María Luisa Fernández del Manzano y Guzmán Peralta. Pero Antonio se firmaba sólo Antonio Mendiburu.

## Trayectoria política
Fue enviado por su padre a España, donde se incorporó en las Cortes de Madrid, a la Guardia Real del Rey. Regresó a Chile en 1809 y vivió en Santiago, en su casa, donde actualmente  se encuentra el palacio de los Tribunales de Justicia. Fue miembro del llamado «bando patriota» y en este lugar donde vivió, alojó a Bernardo O'Higgins en 1823.
Suscribió el Reglamento Constitucional Provisorio de 1812, como director de la Renta de Tabacos. Integró la Junta Gubernativa del Reino, 2 de mayo de 1811, como diputado por Chillán.
Integró el Tribunal Superior de Gobierno, el 10 de mayo de 1811, como diputado por Chillán; fue miembro de la Sala de Guerra. Fue diputado propietario por Chillán, en el Primer Congreso Nacional, ejerciendo el cargo desde el 4 de julio hasta el 2 de diciembre de 1811. En esa ocasión fue uno de los diputados que renunciaron colectivamente: el 13 de agosto de 1811, el Congreso, en vista de la renuncia colectiva de varios diputados, acordó removerlos y convocar a nuevas elecciones en sus distritos.
Una década después, fue electo como diputado suplente por Cauquenes, en el Congreso General Constituyente de 1823, desempeñando el cargo entre el 12 de agosto y el 31 de diciembre de 1823.
Asimismo, fue elegido como diputado propietario por Linares, en el Congreso General de la Nación, por el periodo legislativo 1824-1825. Asumió el 10 de noviembre de 1824 y cesó en sus funciones el 11 de mayo de 1825. Integró la Comisión Permanente de Policía, Educación y Beneficencia Pública.
Luego de seis años de recesión, fue electo como diputado propietario por Linares, en el Congreso Nacional, por el período 1831-1834. Fungió en el cargo entre el 1 de junio de 1831 y el 11 de marzo de 1834. Fue diputado reemplazante en la Comisión Permanente de Constitución.
Por último, fue nuevamente diputado propietario por Linares, en el Congreso Nacional, por el período 1834-1837.
Fue soltero y realizó en Santiago su testamento, el 29 de agosto de 1852, falleciendo el 1 de octubre de aquél año.